# N367 (België)

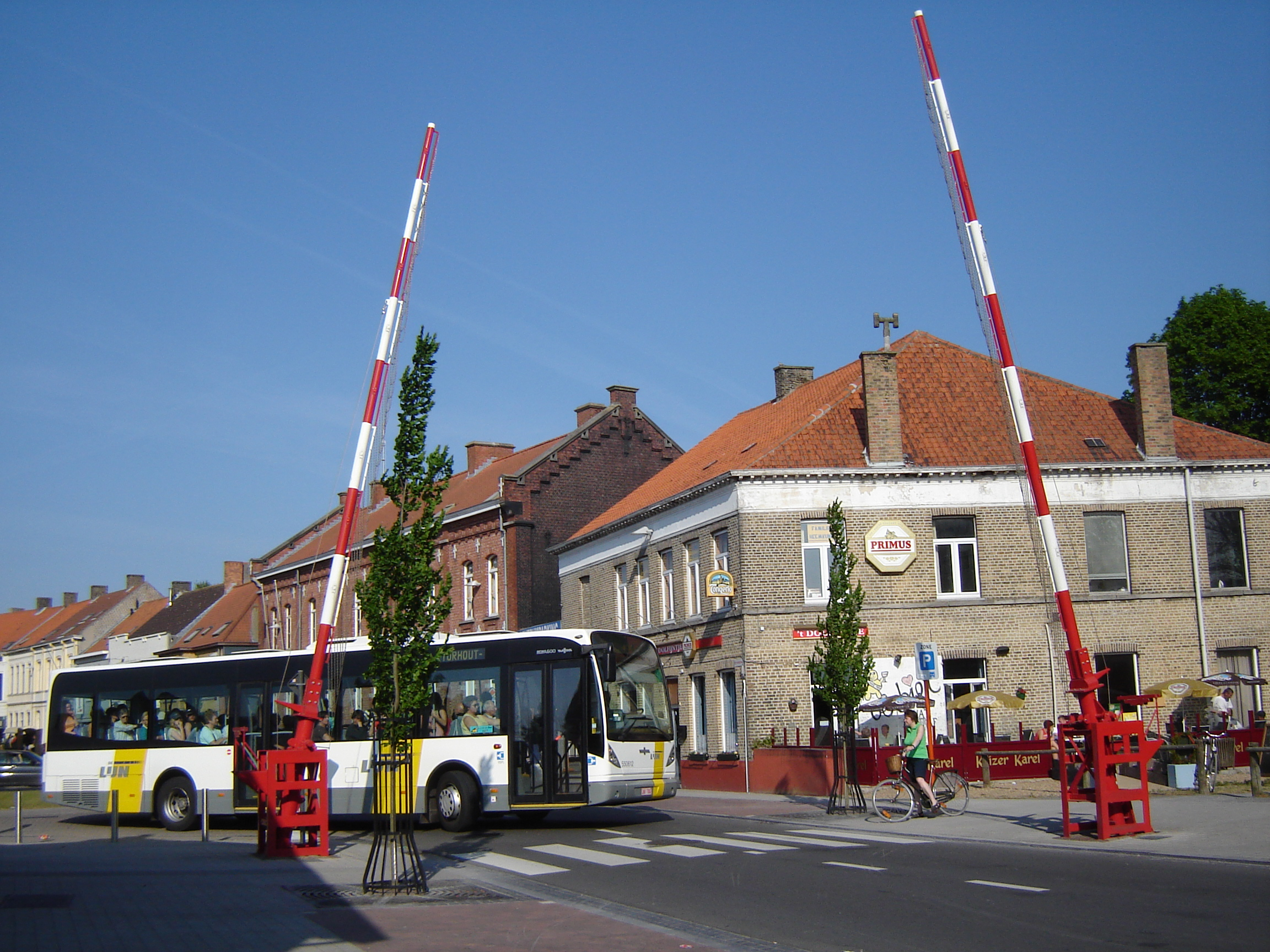
Voormalige spoorwegovergang in Gistel

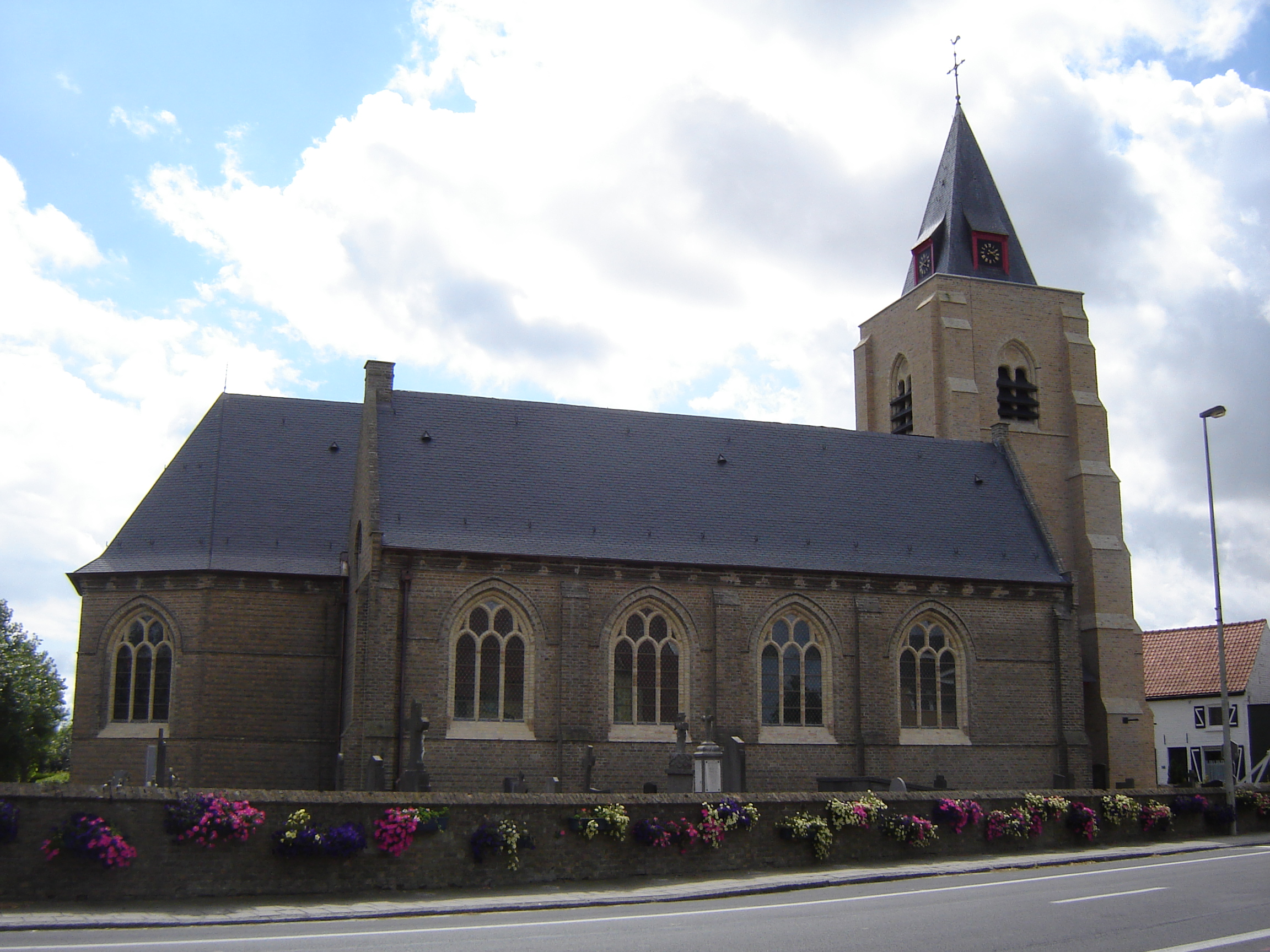
N367 langs de Onze-Lieve-Vrouwekerk in Mannekensvere

De N367 is een secundaire weg in de Belgische provincie West-Vlaanderen. De weg loopt in oost-westrichting tussen de provinciehoofdstad Brugge en de kuststad Nieuwpoort. De route heeft een lengte van ongeveer 35 kilometer.

## Traject
Het traject van de N367 bestaat uit een aantal opeenvolgende wegen en volgt voor een groot stuk ongeveer de rand van De Polders en doet daarbij enkele dorpskernen aan. De weg begint in het centrum van Brugge, iets ten westen van de historische stadskern, waar de weg zich even voorbij de Smedenpoort afsplitst van de N32. De weg loopt daarna verder door de Brugse deelgemeente Sint-Andries en door het centrum van Varsenare. Daarna steekt de weg op grondgebied Snellegem de autosnelweg A10/E40 over, die er een halve op- en afrit met de N367 heeft (afrit 6b). Vervolgens loopt de N367 door het centrum van Jabbeke, waar de N377 aansluit. De weg loopt verder oostwaarts, een stuk ten noorden van de dorpskom van Zerkegem, maar wel sterk omgeven door lintbebouwing. Daarna loopt de N367 door de dorpskernen van Roksem en Westkerke, kruist de Moerdijkvaart en loopt door het stadscentrum van Gistel. In het westen van de stad is er een kruispunt met de weg Oostende-Torhout (N33). Daarna gaat het verder door het dorpscentrum van Zevekote naar het centrum van Sint-Pieters-Kapelle, waar de N369 het tracé kruist. Verder westwaarts wordt in het gehucht Spermalie via de Spermaliebrug de Lekevaart overgestoken en sluit de N302 naar Schore aan. De weg kruist vervolgens de Vladslovaart, loopt door het centrum van het dorpje Mannekensvere en steekt dan via de Uniebrug de IJzer over. Even voorbij de brug onder de snelweg A18/E40 ligt ten zuiden van de weg Oud-Sint-Joris, waar zich tot voor de Eerste Wereldoorlog het dorpscentrum van Sint-Joris bevond. Wat verder ligt aan de noordkant van de weg het nieuwe dorpscentrum. Daarna sluit de N356 nog op het traject aan, waarna de N367 in Nieuwpoort eindigt op het wegencomplex rond het sluizencomplex Ganzepoot, waar ook de N34, N318, N358, N380 en een aantal gemeentewegen aansluiten.

## Geschiedenis
De steenweg Brugge-Gistel-Nieuwpoort werd hoofdzakelijk aangelegd in de Oostenrijkse periode omstreeks 1755. Men volgde immers grotendeels het tracé van oudere verbindingswegen, die werden rechtgetrokken, verbreed en verhard. Op de kaart van het Brugse Vrije van Pieter Pourbus, gemaakt halverwege de 16de eeuw, was het tracé al grotendeels zichtbaar. Op de Ferrariskaart uit de jaren 1770 staat de weg als "Chaussée de Nieuport à Bruges".
In Brugge was de Gistelse Steenweg van oudsher een belangrijke verbindingsweg naar Gistel. In de 20ste eeuw raakten de gronden naast de weg van Brugge tot voorbij Sint-Andries volgebouwd door het uitgroeien van de stad. In Varsenare en Jabbeke loopt huidige N367 zuidelijker dan de Oostenrijkse steenweg, waarmee men in de 20ste eeuw het hart van de dorpscentra wilde vermijden.

## Straatnamen
De route bestaat uit een opeenvolging van verschillende straten en draagt in de verschillende gemeenten verschillende namen.
Brugge
- Gistelse Steenweg

Jabbeke
- Gistelsteenweg

Oudenburg
- Brugse Steenweg
- Gistelsesteenweg

Gistel
- Brugse Baan
- Ellestraat
- Sint-Jansgasthuisstraat
- Markt
- Stationsstraat
- Nieuwpoortse Steenweg
- Zevekotestraat

Middelkerke
- Brugsesteenweg
- Diksmuidestraat
- Brugsesteenweg

Nieuwpoort
- Brugse Steenweg

## Bezienswaardigheden
- De Sint-Baafskerk in de wijk Sint-Baafs
- De Sint-Andries-en-Sint-Annakerk in Sint-Andries
- "De Vier Winden", het voormalig huis en atelier van Constant Permeke, waar nu het Provinciaal Museum Constant Permeke gevestigd is
- De Sint-Audomaruskerk van Westkerke
- Het beschermde herenhuis van de voormalige brouwerij, uit de eerste helft van de 19de eeuw op de grens van Westkerke en Gistel
- Het Château de la Waere en het omliggende park
- Naast de kasteelsite staan een aantal cottages uit het begin van de 20ste eeuw, gebouwd door Alfred Ronse.
- De voormalige spoorwegovergang van de verdwenen spoorlijn 62
- De Onze-Lieve-Vrouwekerk van Zevekote
- De dorpspomp van Zevekote
- De beschermde hoeve Spermaliehof in Spermalie
- De Onze-Lieve-Vrouwekerk van Mannekensvere
- Het beschermd standbeeld voor het 7de Linieregiment en het gedenkteken voor het 14de Linieregiment, beide in de buurt van de Uniebrug
- Ramscappelle Road Military Cemetery
- Demarcatiepaal nr. 13

## Aftakkingen

### N367a
De N367a is een 600 meter lange verbindingsweg in Jabbeke tussen de N367 en de N377. De route verloopt via de Dorpsstraat.

### N367c
De N367c is een 1,5 kilometer lange verbindingsweg in Gistel tussen de N367 en de N33. De weg gaat via de Hoogstraat en Tempelhofstraat (die beide eenrichtingsverkeer zijn) over op de Koolaerdstraat.